# Fred Wright
Fred Wright (Londres, 13 de junio de 1999) es un ciclista británico, miembro del equipo Bahrain Victorious.

## Palmarés

### Pista
2018
- Campeonato Europeo sub-23 en persecución por equipos

2019
- Campeonato Europeo sub-23 en Madison

### Ruta
2018
- 1 etapa de la Ronde de l'Oise

2019
- 1 etapa del Giro Ciclistico d'Italia
- 1 etapa del Tour del Porvenir

2021
- 2.º en el Campeonato del Reino Unido en Ruta

2023
- 2.º en el Campeonato del Reino Unido Contrarreloj
- Campeonato del Reino Unido en Ruta  [1]

## Resultados en Grandes Vueltas y Campeonatos del Mundo
| Carrera         | Carrera         | 2020 | 2021 | 2022 | 2023 | 2024  | 2025  |
| --------------- | --------------- | ---- | ---- | ---- | ---- | ----- | ----- |
|                 | Giro de Italia  | —    | —    | —    | —    | —     | —     |
|                 | Tour de Francia | —    | 96.º | 54.º | 92.º | F. c. | 104.º |
|                 | Vuelta a España | 91.º | —    | 67.º | —    | —     | —     |
| Mundial en Ruta | Mundial en Ruta | —    | Ab.  | 53.º | Ab.  | —     | —     |

—: no participó
Ab.: abandono
F. c.: fuera de control

## Equipos
- CCC Team (stagiaire) (1.8.2019-31.12.2019)
- Bahrain (2020-)
  - Team Bahrain McLaren (2020)
  - Team Bahrain Victorious (2021-)